# 위도우즈
《위도우즈》(영어: Widows)는 2018년 개봉한 하이스트 영화이다. 스티브 매퀸이 감독을 맡았으며 길리언 플린과 함께 각본을 맡기도 했다. 1985년 ITV사의 동명 드라마를 원작으로 한다. 2018 토론토 국제 영화제에서 전세계 최초로 상영되었다.

## 출연

### 주연
- 비올라 데이비스
- 엘리자베스 데비키
- 리암 니슨
- 콜린 파렐
- 미셸 로드리게즈
- 존 번탈
- 캐리 쿤

### 조연
- 가렛 딜라헌트
- 로버트 듀발
- 다니엘 칼루야
- 브라이언 타이리 헨리
- 마누엘 가르시아 룰포
- 루카스 하스
- 케빈 J. 오코너
- 안드레 홀랜드
- 마이클 하니
- 재키 위버
- 신시아 에리보

## 기타
- 미술: 애덤 스톡하우젠
- 세트: 엘리자베스 키넌
- 배역: 프랜신 마이슬러
- 배역: 제니퍼 루드닉크
- 배역: 믹키 파스칼